# Дякин, Валентин Семёнович
Валенти́н Семёнович Дя́кин (24 июля 1930, Харьков — 10 января 1994, Санкт-Петербург, похоронен на Комаровском кладбище) — советский и российский историк, доктор исторических наук, профессор. Заведующий отделом истории СССР периода капитализма ЛОИИ АН СССР (1970—1973), главный научный сотрудник СПбФИРИ РАН (с июля 1986 года).

## Родители и семья
- Мать — Дора Израилевна Равкина работала библиотекарем.
- Отец — Семён Павлович Дякин был профессиональным военным, служившим в армии с октября 1918 г. После учёбы в ленинградском Коммунистическом университете им. Г. Е. Зиновьева (1922—1925) был распределён в наркомат Рабоче-Крестьянской инспекции Украины в г. Харьков (здесь Дякины прожили 10 лет). В июне 1932 г. С. П. Дякин был вновь призван в армию на политработу, но уже через три года его исключили из партии и демобилизовали[1]. Исключение было «своевременным», скорее всего это спасло его от физического уничтожения. После непродолжительного пребывания на Дальнем Востоке семья Дякиных вернулась в Ленинград[2].
- Жена — Валентина Георгиевна Савельева — историк, профессор Санкт-Петербургской государственной академии театрального искусства (СПбГАТИ).

## Образование и учёные степени
В 1947 году окончил 157 школу Смольнинского района г. Ленинграда с серебряной медалью и поступил на исторический факультет ЛГУ. Своей специализацией он избрал новейшую историю Германии. После окончания ЛГУ в 1952 году и недолгого преподавания истории в 3-м Ленинградском педагогическом училище уже осенью 1953 году был зачислен в аспирантуру Института истории АН СССР. Кандидатскую диссертацию «Борьба Коммунистической партии Германии за создание единого рабочего фронта (сентябрь 1925 — декабрь 1926 гг.)» защитил в июне 1956 года, а в 1961 году она была издана в виде монографии. Доктор исторических наук (1970, диссертация «Русская буржуазия и царизм в годы первой мировой войны 1914—1917 гг.»).

## Научная деятельность
После защиты Валентин Семёнович Дякин был зачислен младшим научным сотрудником в Институт истории АН СССР в Москве. Но вскоре он настоял на возвращении в Ленинград, в восстановленное Ленинградское отделение Института истории СССР (ЛОИИ, ныне СПбИИ РАН). С марта 1958 г. и до конца жизни он не менял место работы, пройдя путь в ЛОИИ от младшего научного сотрудника до заведующего отделом истории СССР периода капитализма (1970—1973) и главного научного сотрудника (с июля 1986 г.) После XX съезда КПСС исследователям, наконец, стали открываться архивы, стали доступны ранее закрытые материалы, появилась возможность детально изучать кризис самодержавия конца XIX — начала XX вв. Именно в это время произошла переориентация научных интересов В. С. Дякина (c истории Германии начала XX века на политическую историю России конца XIX — начала XX века).
Наряду с изучением социально-экономического положения России конца XIX — начала XX веков им была написана и издана в 1971-м году монография «Германские капиталы в России. Электроиндустрия и электрический транспорт.», где тщательно и скрупулёзно показана роль иностранного капитала в России. Тогда же, в начале 70-х годов, учёный становится руководителем большого коллектива историков (в качестве ответственного редактора), подготовивших 1-й том «Истории рабочих Ленинграда» (Л., «Наука», 1972). За эту работу он и ряд авторов стали в ноябре 1975 г. лауреатами Государственной премии СССР.
Дальнейшие годы были посвящены исследованию столыпинской реформы. Впервые был поставлен вопрос не только об аграрной реформе, а и о целом комплексе преобразований, задуманных премьер-министром (к тому же была разграничена политическая позиция Столыпина и правых). Всё это, в конечном итоге, отразилось в очередной монографии.
Концепция В. С. вызвала не совсем адекватную реакцию известного московского историка А. Я. Авреха, который в своей книге обвинил монографию В. С. Дякина во всех, чаще всего надуманных, грехах. Самого же автора «уличил» в «октябристском» взгляде на третьеюньскую монархию и не скрывал своего неприязненного отношения к нему в тексте. В. С. написал жёсткий проект ответа на эти «критические» замечания, но не стал публиковать его, прекратив всякую полемику с таким оппонентом. Впрочем, и виновник такой реакции больше не повторял столь резких выпадов.Только после смерти В. С. Дякина был опубликован проект этого ответа.
В 1984 г. в Ленинграде был издан фундаментальный труд «Кризис самодержавия в России», призванный осветить внутреннюю политику России в 1895—1917 гг. Ответственным редактором и автором почти половины текстов являлся В. С. Дякин. Эта книга получила высокую оценку специалистов. Развитие заявленных тем получило продолжение в другом большом коллективном труде «Власть и реформы», который вышел в свет уже после кончины В. С. Между этими двумя большими работами была опубликована очередная монография, посвящённая истории царизма в «постстолыпинскую» эпоху: «Буржуазия, дворянство и царизм в 1911—1914 гг.» Л., 1988. Впервые в ней ярко была прописана одна из ключевых фигур закулисной политической жизни России того времени — А. В. Кривошеин.
Последней книгой учёного, законченной в 1993 г., и изданной в 1997 г. издательством С.Петербургского университета стало исследование «Деньги для сельского хозяйства 1892—1914 гг.», в котором автор пришёл к выводу о недостаточности средств, выделяемых для аграрного сектора экономики и их неэффективное использование. Отсюда глубокий кризис русской деревни и небольшие успехи столыпинских реформ.
Обширные материалы, которые В. С. Дякин собирал для написания следующей монографии, уже о национальном вопросе во внутренней политике царизма, были изданы в виде большого сборника в 1998 г.
Будучи страстным полемистом, В. С. мог пренебречь и элементарной осторожностью, как это случилось при критическом разборе сочинения И. И. Минца «История Великого Октября», выдвинутого на соискание Ленинской премии. Автор своё получил, а вот для Дякина В. С. на долгие годы был закрыт путь в Академию Наук.
На протяжении многих лет В. С. Дякин был руководителем философского методологического семинара в ЛОИИ, а также входил в состав редколлегии журнала «Звезда», в котором опубликовал несколько очерков, среди которых следует выделить критический разбор исторических взглядов А. И. Солженицына. Стоит обратить внимание и на нелицеприятную рецензию (в 1970-е гг. она стала достоянием «самиздата», а в 1997-м году была опубликована в 5-м номере журнала «Новый часовой»), которую он дал (как член редколлегии) роману В. С. Пикуля «Нечистая сила».
Стоит упоминания и работа с аспирантами ЛОИИ, среди которых были такие историки, как Л. А. Булгакова, А. В. Островский, И. В. Лукоянов, С. Л. Фирсов.
Похоронен В. С. Дякин на Комаровском кладбище («Комаровский некрополь») в посёлке Комарово. Богатейший архив, который остался после учёного, находится в Санкт-Петербургском Институте Истории РАН, где он проработал большую часть своей жизни.

## Память
24-25 мая 1999 г. в Санкт-Петербургском филиале Института российской истории РАН при финансовой поддержке Российского гуманитарного научного фонда была проведена научная конференция «На пути к революционным потрясениям: экономика, государственный строй и социальные отношения в России второй половины XIX — начала XX века», посвящённая памяти В. С. Дякина. В конференции участвовали как российские, так и зарубежные историки. Сделанные на конференции доклады и сообщения были двух родов. Одни были посвящены личности В. С. Дякина или историографическому анализу его трудов, другие затрагивали исторические проблемы, связанные с научными интересами В. С. Дякина.

## Научные труды
- Коммунистическая партия Германии и проблема единого фронта в годы относительной стабилизации капитализма. 1924—1928 гг. — М.-Л.: Изд-во Акад. наук СССР, Ленинградское отделение, 1961. — 139 с.
- Западно-германские буржуазные историки о падении Веймарской республики // Критика новейшей буржуазной историографии. — М.-Л.: Изд-во Акад. наук СССР, Ленинградское отделение, 1961.
- «Век масс» и ответственность классов: (Вопрос о классовой сущности фашизма в западногерманской историографии)// Критика новейшей буржуазной историографии. — Л.: Изд-во Акад. наук СССР, Ленинградское отделение, 1967.
- К вопросу о «заговоре царизма накануне Февральской революции»// Внутренняя политика царизма. — Л.: Изд-во Акад. наук СССР, Ленинградское отделение, 1967.
- Русская буржуазия и царизм в годы первой мировой войны 1914—1917 гг. — Л.: Наука. Ленинградское отделение, 1967. — 374 с.
- Германия в 1924—1929 гг. // Германская история в новое и новейшее время. — М., 1970.
- Германские капиталы в России. Электроиндустрия и электрический транспорт. — Л.: Наука. Ленинградское отделение, 1971. — 288 с. — 1700 экз.
- К оценке русско-германского договора 1904 г. // Проблемы истории международных отношений. — Л., 1972.
- История рабочих Ленинграда: 1703—1965. Т.1: 1703 — февраль 1917. — [АН СССР. Ин-т истории СССР. Ленингр. отд-ние]. — Л.: Наука. Ленингр. отд-ние, 1972. — 555 с. — 2900 экз.
- Царизм перед крахом // Звезда. № 10. — Л., 1977.
- Aus der Geschichte der russisch-deutschen Wirtschaftsbeziehungen: (Deutsches Kapital in der Industrie Ruslands) // Deutschland und Russland im Zeitalter des Kapitalismus: 1861—1914. — Wiesbaden, 1978.
- Начало поворота: Смерть Л. Толстого и студенческие демонстрации. (совместно с В. Г. Савельевой) // Звезда. № 8. — Л., 1978. — 248 с.
- Самодержавие, буржуазия и дворянство в 1907—1911 гг. — Л.: Наука, 1978. — 248 с.
- Кризис верхов в России накануне Февральской революции // Вопросы истории. № 3. — М., 1982.
- Из истории экономической политики царизма 1907—1914 гг. // Исторические науки. Т. 109. — М., 1983.
- Б. В. Ананьич, Р. Ш. Ганелин, Б. Б. Дубенцов, В. С. Дякин и др. Кризис самодержавия в России, 1895—1917 / редкол.: В. С. Дякин (отв. ред.) и др. — АН СССР, Институт истории СССР, Ленинградское отделение. — Л.: Наука, 1984. — 664 с. — 3200 экз.
- Парламентаризм и политические партии в России до 1914 г. // Национальный комитет историков Советского Союза: К XVI Международному конгрессу исторических наук (на русском и немецком языках). — М., 1985.(в соавторстве с К. В. Гусевым и В. А. Шишкиным)
- Земство в третьеиюньской монархии: (Структура избирателей и гласных) // Исторические записки. Т. 115. — М., 1987.
- Витте и двухтомник «Влияние урожаев и хлебных цен на некоторые стороны народного хозяйства» // Монополии и экономическая политика царизма в конце XIX — начале ХХ в. — Л., 1988.
- Буржуазия, дворянство и царизм в 1911—1914 гг. — Л.: Наука, 1988. — 227 с. — 3200 экз. — ISBN 5-02-027222-1.
- И парламентская республика, и сильный президент // «Конституционный вестник» Верховного Совета РСФСР. № 5. — М., 1991.
- Выбор пути экономического развития России (конец XIX — начало XX вв.) / Реформы или революция? Россия, 1861—1917: Материалы междунар. коллоквиума историков (4-7 июня 1990 г. / Редкол.: В. С. Дякин (отв. ред.) и др.). — СПб.: Наука. СПб. отд-ние, 1992.
- Предисловие // Амальрик Андрей. «Распутин. Документальная повесть». — М., 1992.
- Николай, Александра, Распутин и Камарилья // Новый часовой. № 3. — СПб., 1995.
- Власть и реформы: От самодержавной к советской России. СПб., 1996 (второе изд. — СПб.,2006). (соавтор)
- Деньги для сельского хозяйства 1892—1914 гг. (Аграрный кредит в экономической политике царизма). — СПб.: Изд-во СПбГУ, 1997. — 356 с. — 500 экз. — ISBN 5-288-02017-5.
- Национальный вопрос во внутренней политике царизма (XIX — начало XX вв.). — СПб.: ЛИСС, 1998. — 1004 с. — ISBN 5-87050-109-1.
- Был ли шанс у Столыпина? Сборник статей. — Издание 2-e, дополненное и исправленное. — СПб., 2021. — 555 с. ISBN 978-5-8064-2977-4